# Thereva hyalipennis
Thereva hyalipennis är en tvåvingeart som först beskrevs av Macquart 1846.  Thereva hyalipennis ingår i släktet Thereva och familjen stilettflugor. Inga underarter finns listade i Catalogue of Life.